# Samarkand Challenger 2009
Il Samarkand Challenger 2009 è un torneo professionistico di tennis maschile giocato sulla terra rossa, che faceva parte dell'ATP Challenger Tour 2009. Si è giocato a Samarcanda in Uzbekistan dal 10 al 16 agosto 2009.

## Partecipanti

### Teste di serie
| Nazionalità | Giocatore                   | Ranking* | Testa di serie |
| ----------- | --------------------------- | -------- | -------------- |
| Russia      | Michail Elgin               | 150      | 1              |
| Slovacchia  | Kamil Čapkovic              | 222      | 2              |
| Argentina   | Diego Álvarez               | 225      | 3              |
| Spagna      | Carles Poch-Gradin          | 262      | 4              |
| Francia     | Jonathan Dasnières de Veigy | 274      | 5              |
| Ucraina     | Ivan Serheev                | 280      | 6              |
| Lettonia    | Deniss Pavlovs              | 290      | 7              |
| Giappone    | Junn Mitsuhashi             | 303      | 8              |

- Ranking al 3 agosto 2009.

### Altri partecipanti
Giocatori che hanno ricevuto una wild card:
- Djakhongir Djalalov
- Farruch Dustov
- Vaja Uzakov
- Sergej Šipilov

Giocatori passati dalle qualificazioni:
- Kaden Hensel
- Jun Woong-sun
- Mikhail Ledovskikh
- Patrick Taubert

## Campioni

### Singolare
Dustin Brown ha battuto in finale  Jonathan Dasnières de Veigy con il punteggio di 7–6(3), 6–3

### Doppio
Kaden Hensel /  Adam Hubble hanno battuto in finale  Valery Rudnev /  Ivan Serheev con il punteggio di 7–5, 7–5